# Palatul Princiar din Monaco

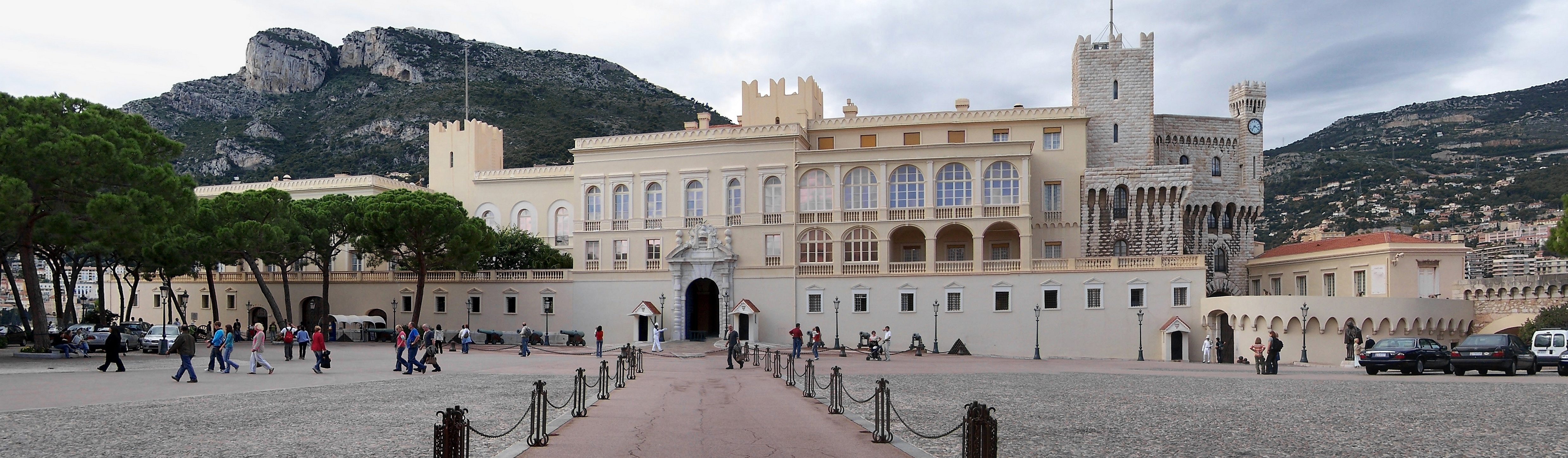
Palatul princiar din Monaco

Palatul princiar din Monaco este reședința oficială a prințului de Monaco. Construit în 1191 ca o fortăreață genoveză, palatul a fost bombardat și asediat de numeroase puteri străine, în timpul lungii și adesea dramaticei sale istorii. De la sfârșitul secolului XIII, a fost fortăreață și casă pentru familia Grimaldi, prima care l-a cucerit în 1297. Cei din familia Grimaldi au condus la început regiunea ca lorzi feudali, apoi din secolul XVII ca prinți suverani, dar puterea lor a rezultat adesea din înțelegeri fragile cu vecinii lor mai mari și mai puternici.
Astfel, în timp ce alți suverani europeni construiau palate luxoase, moderne, renascentiste sau în stil baroc, politica și bunul simț au cerut ca palatul conducătorilor din Monaco să fie fortificat. Această cerință unică, într-un stadiu târziu al istoriei, a făcut din palatul de Monaco unul dintre cele mai neobișnuite din Europa. În mod ironic, când fortificațiile lui au fost în sfârșit destinse, la sfârșitul secolului al XVIII-lea, a fost cucerit de către francezi și lăsat fără bogățiile sale, și a căzut în declin, în timp ce familia Grimaldi a fost exilată pentru o perioadă de peste 20 de ani.
Felul în care familia Grimaldi a ocupat acest palat a fost de asemenea ceva neobișnuit. Spre deosebire de celelalte familii suverane din Europa, absența altor palate și domenii, i-a determinat pe cei din familia Grimaldi să folosească aceeași reședință pentru mai mult de șapte secole. Astfel, averile și politica lor sunt reflectate direct de evoluția palatului. Cei din familii precum Romanov, Bourbon și Habsburg au putut și chiar au construit palate complet noi. În acest timp, tot ce au putut realiza cei din familia Grimaldi, atunci când s-au bucurat de noroc sau au dorit o schimbare, a fost să construiască un turn sau o aripă, sau, așa cum s-a întâmplat mai des, să reconstruiască o parte a palatului. Palatul Princiar reflectă instoria, nu doar a Monaco-ului, dar și a familiei care în 1997 a celebrat 700 de ani de domnie în același palat.
În timpul secolului IXX și începutul secolului XX, palatul și proprietarii lui au devenit simboluri ale strălucirii și decadenței puțin riscante care erau asociate cu Monte Carlo și cu Riviera Franceză. Eleganța și teatralitatea au devenit realitate când starul de film american Grace Kelly a ajuns castelană a palatului în 1956. În secolul XXI, palatul a rămas reședința actualului Prinț de Monaco.

Armele (emblema) Printului de Monaco. Suporterii il reprezinta pe Francois Grimaldi, care, potrivit legendei, in 1297, a cucerit fortareata deghizat in calugar.

## Palatul princiar

Ilustrația 3: A: Intrare; B, C: Apartamente oficiale, loggia dubla, scarile potcoava; D: Capela; E: Piscina, F: Turnul “Toti Sfintii”; G: Serravalle H: Turnul Sud; K: Turnul Mijlociu; M: Turnul St Mary; N: Birouri administrative etc.

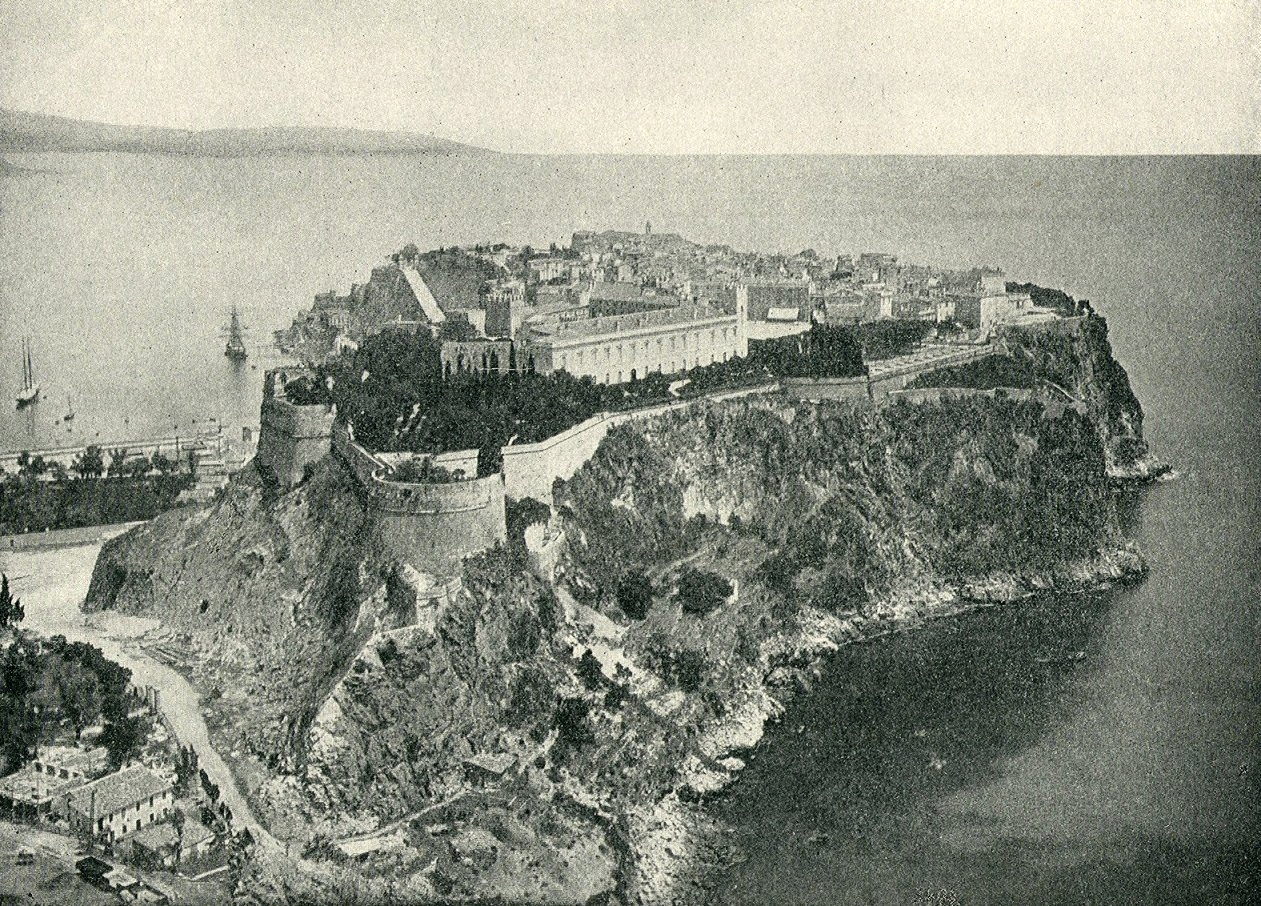
Ilustrația 4: In 1890, Palatul princiar era un amestec de fatade clasice si fortificatii medievale. Datorita dezvoltarii moderne a Monte Carlo-ului si a cresterii vegetatiei, aceasta vedere asupra palatului este ascunsa astazi

Palatul este un amestec de stiluri arhitecturale, cu origini străvechi, indicate de lipsa simetriei. Înainte de a evalua arhitectura, aripile și blocurile trebuie observate separat. Fațada principală apare ca o terasă în stilul Palatelor renascentiste, datând din perioade diferite ale Renascentismului (ilustrațiile 1 și 12) care, chiar dacă formează doar un palat, este exact ceea ce se vede. Aripile sunt unite totuși prin parterul lor. Această arhitectură renascentistă pare să mascheze fortficatiile timpurii, ale căror turnuri se ridică în spatele diferitelor fațade clasice. Aceste turnuri- multe îmbogățite cu creneluri - au fost în mare parte reconstruite în secolul IXX. În partea din spate a palatului, fortificațiile medievale par a fi neatinse de timp (ilustrația 4). O armonie arhitecturală mai mare a fost realizată în Curtea de Onoare în jurul căreia a fost construit palatul. Aici, două treimi din arcadele deschise, cu fresci, servesc atât ca și ca balcon ceremonial pentru aparițiile prințului și intrare de stat cât și ca și coridor de legătură cu camerele palatului.
Cele mai notabile dintre multele camere sunt apartamentele statale. Acestea au fost făcute începând din secolul XVI, și au fost gândite într-un stil că acela din Versailles în timpul secolului XVIII. În secolul IXX și din nou în decursul secolului XX, s-au restaurat la scară mare camerele de stat, consolidând stilul secolului XVIII, cel care predomină astăzi.
Concepută ca o anfiladă și ca un drum ceremonial spre Sala tronului, calea procesiunii începe cu scări externe în formă de potcoavă care merg din Curtea de onoare până la Galeria deschisă cunoscută ca și Galeria lui Hercule. De aici musafirii intră în Galeria Oglinzilor, un hol lung inspirat din Coridorul oglinzilor și Versailles. Această galerie duce la prima cameră oficială, Camera Ofițerului, unde musafirii sunt felicitați de curtea oficială înaintea unei audiențe cu prințul în Sala tronului. Din coridorul ofițerului, anfilada se continuă cu Camera albastră. Această încăpere est decorată cu brocarde albastre, cu portrete ale familiei Grimaldi agățate și candelabre din sticlă Murano. Următoarea încăpere, cea mai mare dintre cele oficiale, este Camera tronului. Tavanul și frescele au fost executate de Orazio de Ferari și descriu capitularea lui Alexandru cel Mare. Tronul, în stilul imperial, este poziționat pe un podium, sub un baldachin de mătase roșie, acoperit de o coroană aurită. Podelele sunt din marmură de Carrara. Toate ceremoniile oficiale au fost ținute în această cameră până în secolul XVI.
Celalalte camere oficiale includ Camera Roșie, numită așa din cauză că pereții îi sunt acoperiți de brocart roșu, o mare încăpere conținând picturile lui Jan Brueghel și Charles Le Brun. Ca majoritatea palatului, aceasta conține mobilă ornată în stil franțuzesc din secolul XVIII. Camera roșie conduce la Cameră York. Mobilată ca un dormitor, această cameră are fresce de Gregorio Ferrari, cu ilustrații ale celor 4 sezoane. Următoarea încăpere, cunoscută sub numele de Camera galbenă ( sau uneori ca și dormitorul lui Louis XV), este un alt dormitor oficial.
Cea mai remarcabilă piesă este Camera Mazarin. Această sufragerie este umplută de lemnărie italiană policromă, pictată și aurită, realizată de meșteșugari aduși în Franța de Cardinalul Mazarin. Acesta a fost înrudit cu cei din familia Grimaldi prin căsătorie. Portretul Cardinalului Mazarin este agățat deasupra șemineului.
În timp ce copleșitoarea atmosferă a interiorului și exteriorului palatului este de secol XVIII, palatul propriu-zis nu este. Mare parte din aparența lui este rezultatul unei lungi evoluții datând din secolul XII, trecută în umbră de mari renovări și remobilări în timpul secolelor IXX - XX.

## Fortareata familiei Grimaldi

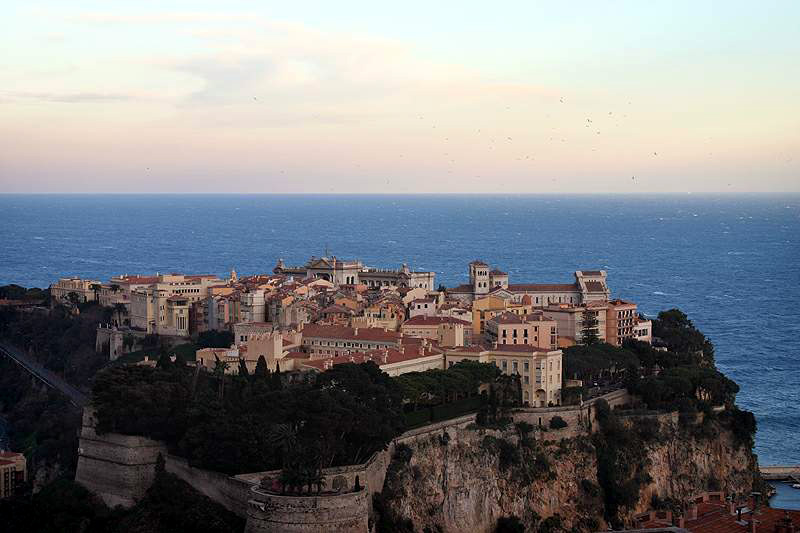
Ilustrația 5: „Stânca Monaco” domină atât portul, cât și faleza dinspre Mediterana. Palatul princiar se află pe „Stâncă”, în prim-plan. Impozanta construcție paladină în planul îndepărtat este Muzeul Oceanografic, fondat de prințul Albert I în 1906. Rămășițele Turnului „Toți Sfinții” (F, vezi ilustrația 6) și „Serravalle” (G) pot fi văzute în partea din stânga jos a imaginii

Legenda spune că în ianuarie 1297 François Grimaldi, deghizat în călugăr, a căutat adăpost la castel. Când i s-a interzis intrarea, el l-a omorât pe gardian, după care au apărut oamenii lui și au pus stăpânire pe castel. După aceea, fortăreața a devenit castelul familiei Grimaldi. Acest eveniment este comemorat de statuia lui François Grimaldi din incinta palatului (ilistratia 6) și de emblema Casei Grimaldi, unde François este ilustrat ținând o sabie, îmbrăcat ca un om al bisericii (ilustrația 2).
Charles I, care a condus din 1331 până în 1357, și a fost fiul vărului lui François Grimaldi, Ranier I, a lărgit semnificativ fortăreața, adăugând două clădiri mari: una în continuarea meterezelor din est și a două spre mare. Aceasta a schimbat aspectul fortăreței, făcând-o să pară mai mult că o reședință fortificată decât ca o fortăreață. Fortificațiile au rămas foarte necesare. Pentru următoarele trei decenii, fortăreața a fost ba pierdută ba recâștigată de către cei din familia Grimaldi în favoarea Genoezilor. În 1341, cei din familia Grimaldi au cucerit Menton și apoi Roquebrune, și și-au consolidat puterea în zonă. După aceea și-au îmbunătățit nu doar apărarea portului, dar și fortificațiile de pe Rocher (Stânca). Fortăreața Grimaldilor era acum o bază de putere din care familia conducea o arie de pământ largă, dar vulnerabilă
Pentru următoarea sută de ani familia Grimaldi și-a și teritoriul de atacurile altor apărat, prințe ele numărându-se Genoa, state, Veneția, Napoli, Pisa, Spania, Germania, Anglia Franța Provence. și a fost deseori Fortăreața, bombardată stricată și. Grimaldi au început gradual o restaurată cu alianță, ceea ce le Franța poziția. Acum, mult consolida siguri, lorzii Grimaldi de Monaco au început mai recunoască nevoia nu doar de a-să și teritoriul, dar apăra de a avea o și care casă le reflecte puterea să prestigiul.
In decursul secolului XV, În atât fortăreața cât si in Rocher au continuat și fie extinse să și, apărate când au devenit o până ce adăpostea 400 de trupe. Transformarea garnizoană din lentă reședință fortificată palat (ilustrația 7) a început în decursul acestei perioade, inițial cu construcția lui Lamberto Gromaldi, lord de Monaco (care în anii 1458 între 1494 a fost aun conducător notabil care a mânuit diplomația cu același talent cu care a mânuit sabia”), iar apoi a lui Jean și Ii-lea, fiul al. II sau a fost Această extinderii perioadă de est a fortăreței cu o martora de trei etaje, părții de ziduri aripă ce legau turnurile bastioane aSt Mary (M păzită ilustrația 7), Mijlociu (K) înalte Sud (H). în și Această aripă nouă conținea și mare a palatului, încăperea Hall (azi principală State cunoscută Guard Room). Aici prinții oficiau întâlnirile oficiale ca ale curții. și târziu, încăperi și luxaose, completate cu balcoane Mai logii, au fost create pentru uzul privat mai familiei Grimaldi. și 1505, Jean al II-lea a fost omorât de către fratele lui, Lucien.

## De la fortăreață la palat

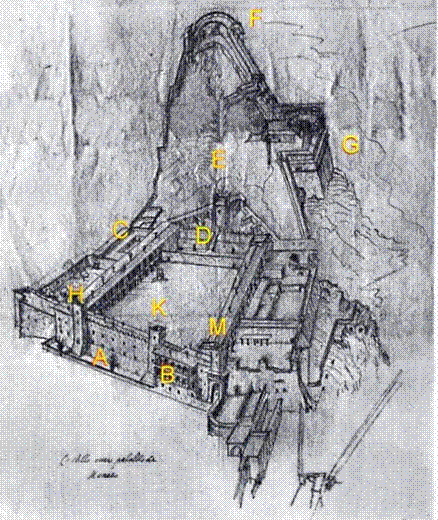
Ilustrația 7: Palatul in secolul XVII. Nordul este in dreapta imaginii. A: Intrare; B, C: Apartamente oficiale, loggia dubla, si scarile in forma de potcoava; D: Viitoarea locatie a capelei; E, F: Turnul “Toti Sfintii”; G: Serravalle; H: Turnul Sud; K: Turnul Mijlociu; M: Turnul St Mary

### Lucian I (1505 – 1523)
Jean al II-lea a fost succedat de către fratele său Lucien I. Pacea nu a ținut mult în Monaco; în decembrie 1506, 14 000 de trupe din Genoa au încercuit Monaco-ul și castelul lui, și pentru cinci luni, 1 500 monegaști și mercenari au apărat aStanca” înainte să obțină victoria în martie 1507. Aceasta l-a lăsat pe Lucien I să ducă un dialog diplomatic, pe muchie de cuțit, între Franța și Spania, astfel încât să păstreze fragila independență a micului stat care era sub protecția Spaniei. Lucien a aranjat imediat repararea daunelor de război pentru palatul care a fost devastat de bombardamente masive. Aripei principale (vezi ilustrația 3&7-H la M), construită de prințul Lambert și extinsă în timpul domniei lui Jean al II-lea, i-a adăugat o aripă mare (de la H la C) care azi adăpostește încăperile oficiale.

### Honoré I (1523 – 1581)
În timpul domniei lui Honoré I, transformarea de la fortăreață la palat a fost continuată. La începutul domniei lui Honoré, Tratatul de la Trodesillas a clarificat poziția Monaco-ului că protectorat al Spaniei, iar mai târziu a Sfântului Împărat Roman Charles V. Aceasta a oferit siguranță Lordului de Monaco și i-a permis să se concentreze pe aspectele comfortului reședinței sale, mai mult decât pe nevoia permanentă de a o apăra.
Curtea interioară a fost reconstruită, arhitectul Dominique Gallo a proiectat două arcade, intinzindu-se între punctele H și C. Arcadele, așezate în fața aripii construite anterior de Lucien I, au fiecare doisprezece arcuiri, decorate cu marmură albă, formând o balustradă până la ultimul nivel. Astăzi ultimele arcade sunt cunoscute ca și galeriile lui Hercule pentru că tavanul lor a fost pictat cu scene ilustrând Muncile lui Hercule de către Orazio de Ferrari, în timpul domniei târzii a lui Honoré II. Aceste arcade sau logii au oferit coridoare către încăperile oficiale din aripă de sud (acum cunoscută ca the State Rooms Wings). În cealaltă parte a curții o nouă aripă a fost construită și artistul genovez Luca Cambiasi a fost însărcinat să-i picteze pereții exteriori cu fresce. Se consideră că galeriile (B) spre aripa de nord ce se deschide spre port au fost construite în acea perioadă.
Extinderile ulterioare au fost realizate pentru a-l mulțumi pe împăratul Charles al V-lea în 1529, când a stat patru nopți la palat în timpul călătoriei sale către Bolonia pentru a fi încoronat de către Papa Clement al VII-lea.

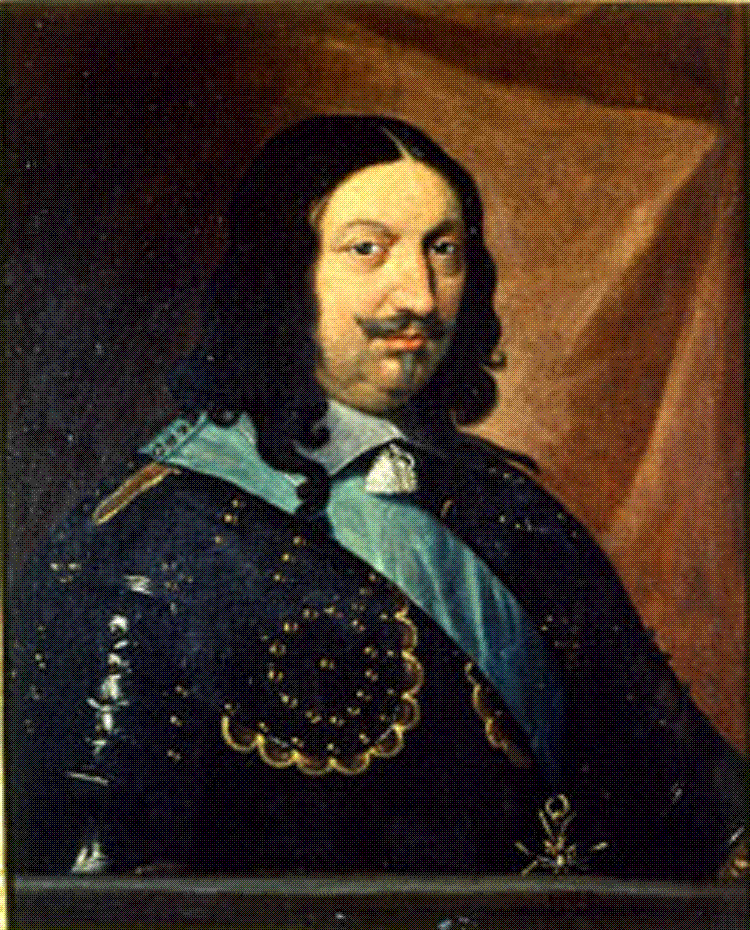
Ilustrația 8: Printul Honoré al II-lea a devenit primul print de Monaco in 1633. A facut mult pentru a crea palatul asa cum arata el astazi.

A facut mult pentru a crea palatul asa cum arata el astazi.Din punct de vedere arhitectural, această perioadă a fost una prosperă, dar Honoré I a fost incapabil să remodeleze fortăreața în mărețul stil renascentist palazzo. În ciuda protecției spaniole, riscul de atac din partea Franței era mare și apărarea rămânea principala prioritate a lui Honoré. Cu acest gând în minte, acesta a adus două noi caracteristici: Turnul aToti Sfintii” (F) și Bastionul Serravalle (G). Turnul a Toti Sfintii” era semicircular și păzea capătul promontoriului stâncos. Completat cu platforme pentru puști și tunuri, comunică cu peșteri săpate de om în piatră. Pasaje subterane îl legau și de Bastionul Serravalle, care a fost în esență un turn de arme de 3 etaje, prevăzut cu tunuri . Dedesubtul curții a fost instalată o cisternă, ce oferea suficientă apă pentru 1000 de trupe timp de 20 de luni, cu un acoperiș imens boltit, susținut de 9 coloane. Monaco a rămas vulnerabil din punct de vedere politic pentru încă un secol și puțin s-a construit din anul 1581 până în 1604, în timpul domniilor prințului Charles al II-lea și a prințului Hercule.

### Honoré al II-lea (1597 – 1662)

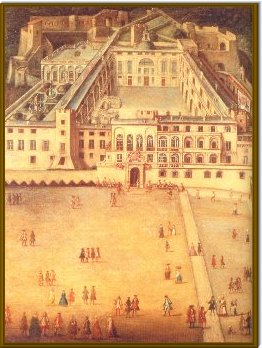
Ilustrația 9: Aceasta pictura al lui Joseph Bresson arata palatul in 1762, vazut dintr-un unghi similar cu desenul de deasupra. Modificarile facute de Honoré al II-lea sunt clar vizibile, ca si scara in forma de potcoava a Printului Louis I. Cupola ce acopera noua capela este in partea din spate a curtii

Vulnerabilitatea Monaco-ului a continuat și în 1605, când spaniolii au instalat o garnizoană acolo. În 1633 Honoré al II alea (ilustrația 8), a fost numit oficial "Prinț senior" de către regele spaniol, Monaco-ul fiind astfel recunoscut ca un principat pentru întâia dată. Cu toate acestea, cum trupele spaniole erau momentan în ocupație, această recunoaștere părea ceva mai mult decât un gest pentru a-l face fericit pe Honoré.
Honoré al II-lea a fost francofil. După studiile de la Milano, a fost cultivat în saloanele intelectuale din Paris. Având afinități cu Franța pe plan cultural, dar și politic, s-a ridicat împotriva prezenței spaniolilor în Monaco. În vreme ce realiza că Monaco are nevoie de protecție de la o altă putere, Franța era alegerea ideală a lui Honoré al II-lea. În 1641, încurajat de către Franța, a atacat garnizoana Spaniei și i-a alungat, declarând aglorioasa libertate a Monaco-ului”. Libertatea menționată era în totalitate dependența de Franța, deoarece Monaco-ul a intrat într-o perioadă de protectorat din partea Franței, care a durat până în 1814. Ca rezultat al acțiunii sale, Honoré al II-lea este considerat azi a fi erou al Monaco-ului.
Foarte educat și patron al artelor, Honorè al II-lea, sigur pe tronul său, a început să colecționeze lucrări de Titian, Dürer, Raphael, Rubens și Michelangelo, care au format colecția de bază și au mobilat palatul încetul cu încetul, care a evoluat de la stadiul de fortăreața . În următorii 30 de ani, s-a transformat într-un palat potrivit pentru un prinț (ilustrația 9).
L-a angajat pe arhitectul Jacques Catone, nu doar pentru extinderea palatului, dar și pentru a-i îndulci aspectul sumbru, fortificat. Primei fațade dinspre piață, a fetei” palatului, i s-au făcut imfrumusetari decorative. Logiile superioare (B), din partea dreaptă a intrării, au fost redecorate. În interiorul palatului, aripa Încăperilor Oficiale a fost schimbată că stil și a fost create anfiladă către apartamentele oficiale. O nouă capela împodobită de o cupolă (construită pe situl marcat cu D) a fost dedicată sfântului Ion Baptistul. Această nouă lucrare a ajutat la ascunderea dinspre curte a interzisului Bastion Serravalle, pentru a crea o atmosferă mai luminoasă de palat Renascentist.

## Absența Lorzilor și revoluția (1662 – 1815)

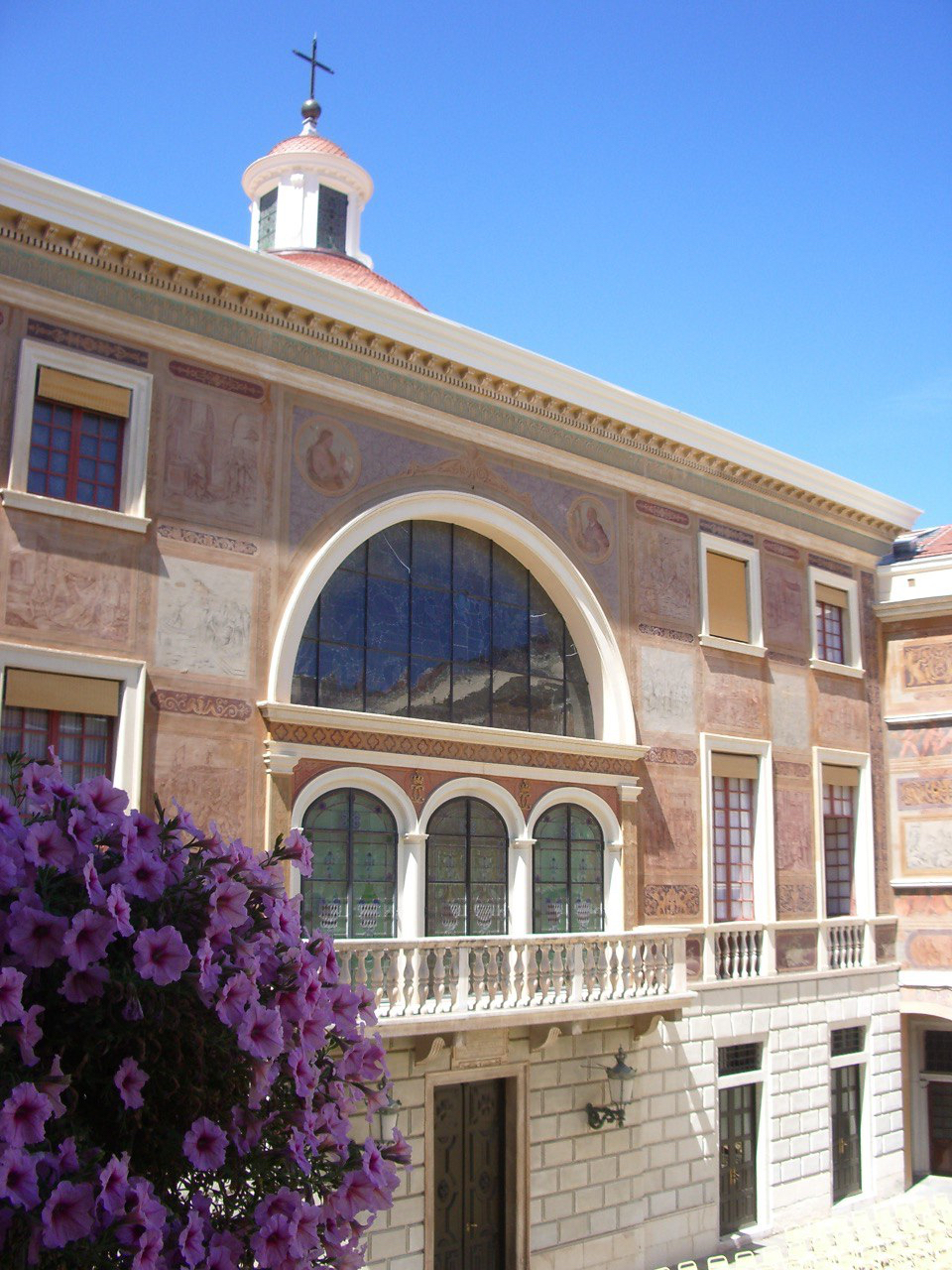
Capela palatului

La secolului XVII începutul secolului XVIII, timp ce Monaco considerat oficial un independent, realitate provincie a Franței. Conducătorii petreceau mult timp la curtea Franței, acest fel semănând cu niște conducători absenți aristocrații francezi. Mirajul Versaille-ului a fost decât propriei .
Honoré al II-lea a fost urmat de către nepotul , prințul Louis . Noul a avut o personalitate -a petrecut mult timp cu lui la curtea , unde se de distincție de a fi amândoi de străini egali Franței. Impresionat de palatele regelui francez, care angajase arhitect pe Jean du Cerceau pentru a duce la bun sfârșit modificările palatului de la Fontainebleau, Louis a folosit Fontainebleau-ul de inspirație pentru extinderea palatului din Monaco. Astfel el a fost reponsabil pentru dintre cele notabile caracteristici ale palatului: intrarea- un imens arc baroc unui fronton adăpostind Grimaldi(ilustrația 10), memorabil, după cea de la Fontainebleau. Cei treizeci de ce compuneau scările se spune au fost sculptate dintr-un singur bloc de Carrara. Ambele, arhitravă noii intrări scările de, au fost create de către Antoine Grigho, un arhitect din Como
Cunoscut pentru permisivitatea vieții sale private, risipa lui Louis I era de notorietate. În timp ce vizita Anglia în 1677, și-a atras furia regelui Charles al II-lea datorită darurilor scumpe făcute Hortensiei Mancini, amanta regelui. Englezii și prințul Louis au devenit mai târziu inamici politici când Louis a luat parte la războaiele Anglo-olandeze împotrivă Angliei, conducând propria-i cavalerie monacheza în bătăliile de la Flanders și Franche-Comté. Aceste acte i-au adus lui Louis gratitudinea lui Louis al XIV-lea, care l-a făcut ambasador la Holy See, însărcinat să asigure succesiunea spaniolă. Oricum, costul susținerii sale la curtea papală l-a determinat să vândă majoritatea colecției de artă a bunicului sau Honoré al II-lea, golind palatul pe care mai înainte îl extinsese în mod spectaculos. Louis a murit înainte să asigure tronul Spaniei pentru Franța, un act care putea să aducă celor din familia Grimaldi mari recompense. În loc de asta, Europa a fost imediat aruncată în mijlocul turbulențelor prin începerea războiului de Succesiune al Spaniei.
În 1701, prințul Antoine l-a succedat pe Louis I și a moștenit un Monaco aproape falimentar, deși mai târziu a adus îmbunătățiri Camerei Regale. Pe tavan, Gregorio de Ferrari și Alexandre Haffner au pictat o figură a Faimei înconjurată de lunete ilustrând cele patru sezoane. Căsătoria lui Antoine cu Marie de Lorraine a fost nefericită și a adus doar două fiice. Constituția din Monaco conferea tronul doar membrilor familiei Grimaldi, așa încât Antoine ar fi fost încântat ca fiica sa, prințesa Louise-Hippolyte (ilustrația 11) să se căsătorească cu un văr din familia Grimaldi. Oricum, starea averilor familiei Grimaldi și lipsă (din punct de vedere politic) a aprobării de la regele Louis al XIV-lea, a dictat altceva. Louise-Hippolyte a fost căsătorită cu Jacques de Goyon Matignon, un aristocrat din Normandia. Louise-Hippolyte l-a succedat pe tatăl său ca suveran al Monaco-ului în 1731, dar a murit câteva luni mai târziu. Regele Franței, confirmând că Monaco-ul era sub protecția Franței, a ignorat protestele din partea celor din familia Grimaldi, a abrogat constituția Monegasque, și a aprobat succesiunea lui Jacques de Goyon Matignon ca prințul Jacques I.
Jacques I și-a asumat numele și blazonul celor din familia Grimaldi, dar aristocrația Franței n-a arătat prea mult respect către prințul care se ridica din rândurile lor și a ales să își petreacă timpul lipsind din Monaco. El a murit în 1751 și a fost succedat de fiul lui cu Louise-Hippolyte, prințul Honorè al III-lea.
Honoré al III-lea s-a casatorit cu Catherine Brignole in 1757 si a divortat mai tarziu de ea. Interesant, inainte de casatorie, Honoré al III-lea a avut o aventura cu viitoarea sa mama vitegra. Dupa divort, Marie Brignole s-a casatorit cu Louis Joseph de Bourbon, printul de Conde, membru al fostei case regale a Frantei, in 1798.
Ironic, averile familiei Grimaldi au fost redobandite cand descendentii atat ai lui Louis I cat si ai Hortensiei Mancini s-au casatorit: Louise d’Aumont Mazarin s-a casatorit cu fiul si mostenitorul lui Honoré al III-lea, viitorul Honoré al IV-lea. Aceasta casatorie in 1776 a fost extrem de avantajoasa pentru cei din familia Grimaldi, deoarece ascendenta lui Louise, Hortensia Mancini era mostenitoarea cardinalului Mazarin. Astfel, familia conducatoare a Monaco-ului a primit toate proprietatile detinute de Cardinalul Mazarin, incluzand Ducatul Rethel si principatul Château-Porcien.
Honoré al III-lea a fost un soldat care a luptat in Fontenoy si Rocourt. El a fost fericit sa lase Monaco-ul sa fie guvernat de altii, mai ales de un tutore. Una din rarele vizite ale lui Honoré al III-lea la palat a fost in 1767, cand boala l-a fortat pe Edward, duce de York, sa se opreasca la Monaco. Bolnavului duce i-a fost dat un dormitor în care a murit imediat. Pana la acea data, camera a fost cunoscuta ca si camera York.

## Secolul 19

### Recâștigarea palatului
Honoré al III-lea a fost succedat de fiul său Honoré al IV-lea (1758-1819), a cărui căsătorie cu Louise d'Aumont Mazarin a făcut mult pentru recâștigarea averilor familiei Grimaldi. Mare parte a averii a fost descompletată ca rezultat al Revoluției. În 17 iunie 1814, prin Tratatul de la Paris, Principatul Monaco-ului a fost redat lui Honoré al IV-lea.
Construcția palatului a fost complet neglijată în anii în care familia Grimaldi a fost exilată din Monaco. Din cauza stării de decădere, o parte a aripii de est a trebuit să fie demolată, împreună cu pavilionul ce acoperea baia lui HonorA© al II-lea. Ambele se găseau pe locul ocupat azi de Muzeul Napoleon și clădirea ce adăpostește arhivele palatului.

### Restaurarea
Honoré al IV-lea a murit la scurt timp după ce i-a fost redat tronul și restaurarea structurală a palatului a început sub Honoré al V-lea. A fost continuată după moartea lui în 1841 de către fratele său, prințul Florestan. În orice caz, în timp ce Florestan era în ascensiune, Monaco a trecut prin tensiuni politice cauzate de problemele financiare. Acestea au fost rezultatul poziției sale de protectorat al Sardiniei, țara căreia îi fusese cedată de către Franța la sfârșitul războaielor lui Napoleon. Florestan, un excentric (el a fost un actor profesionist), a lăsat conducerea Monaco-ului soției sale, Maria Caroline Gibert de Lametz. În ciuda încercărilor ei de a conduce, poporul soțului ei era din nou în revoltă. În încercarea de a ușura situația, Florestan a cedat puterea fiului său Charles, dar aceasta s-a întâmplat prea târziu pentru a-i calma pe Monégasques. Menton și Roquebrune s-au desprins de Monaco, lăsând deja micuță țară a familiei Grimaldi considerabil redusaaputin mai mare decât Monte Carlo.
Florestan a murit în 1856, iar fiul său, Charles, care deja era la conducerea a ceea ce mai rămăsese din Monaco, l-a succedat ca Charles al III-lea (ilustrația 15). Menton și Roquebrune au devenit oficial parte a Franței în 1861, reducând mărimea Monaco-ului cu 80% din cât era. Cu timpul de partea lui, Charles al III-lea s-a devotat completei restaurări a palatului, începută de către unchiul său Honoré V-lea. El a reconstruit Turnul Sfintei (ilustrația 14) a restaurat complet, adăugând un altar pictând tavanul cu fresce, timp ce a fost de către Jacob F Deschler cu ilustrații ale faptelor eroice făcute de cei din familia Grimaldi, pictate direct pe perete de primul zid fortăreței (acum Wall), a fost prin adăugarea de noi decorațiuni renascentiste a unei monumentale piese de șemineu.
Charles al III-lea a făcut și serioase încercări de a găsi diferite lucrări de artă și mobilier furate, vândute sau împrăștiate în timpul revoluției. Odată cu noile achiziții, o colecție de artă împodobea din nou palatul, incluzând nu doar portrete de familie ca cel al lui Lucien I făcut de către de Predis; HonorA© al II-lea făcut de Philippe de Campaigne; capul lui Antoine I pictat de Hyacinthe Rigaud și Louise-Hyppolyte făcut de van Loo (ilustrația 11), dar și opere de artă ca Lecția de muzică realizată de către Titian.
Charles al III-lea a fost responsabil și pentru un alt palat din Monte Carlo, care i-a finanțat restaurațiile și a salvat economiile țării sale. Acest nou palat a fost Cel de-al doilea imperiu casino al lui Charles Garnier, terminat în 1878 (ilustrația 16). Primul casino în Monaco fusese deschis înainte cu un deceniu. Prin casinouri, Monaco a reușit să se auto finanțeze.

### Declinul puterii familii Grimaldi
În momentul morții lui Charles al III-lea în 1889, Monaco și Monte Carlo erau sinonime ale unuia și aceluiași loc și au primit prin jocuri de noroc reputația de „loc de joaca”decadent pentru bogați. Îi atrăgea pe toți, de la marii duci ruși, deseori cu amantele lor, până la aventurieri, micuța țară fiind luată în râs de mulți, chiar și de regina Victoria. De fapt, Monaco era considerat atât de decadent, încât în 1882, când ea a început prima dată să viziteze Riviera Franceză, regina Victoria a refuzat să facă o vizită de curtoazie palatului. Scriitoarea contemporană Sabine Baring-Gould a descris habitatul din Monaco ca fiind: "haznaua morală a Europei" 
Următorii conducători ai Monaco-ului au avut tendința de a trăi în alte părți și să-și viziteze palatul doar ocazional. Charles al III-lea a fost succedat în 1889 de Albert I. Albert s-a căsătorit cu fiica unui aristocrat scoțian. Cuplul a avut un fiu, Louis, înainte să divorțeze, în 1880. Albert a fost un bun om de știință și a înființat Institutul Oceanogeografic în 1906: ca și pacifist, a înființat apoi Institutul Internațional al Păcii din Monaco. A doua soție a lui Albert, Alice Heine, a făcut multe pentru a transforma Monte Carlo într-un centru cultural, aducând baletul in oraș.
Albert a fost succedat în 1922 de fiul său Louis al II-lea. Louis al II-lea a fost crescut de mama sa și tatăl său vitreg în Germania și nu a văzut Monaco-ul până la vârsta de 11 ani. A avut o relație distantă cu tatăl său și a servit pentru armata franceză. În timp ce era în străinătate, a întâlnit-o pe amanta lui Marie Juliette Louvet, cu care a avut o fiică, Charlotte Louise Juliette, născută în Algeria în 1898. Ca prinț de Monaco, Louis al II-lea și-a petrecut timpul altundeva, preferând să trăiască în Le Marchais, aproape de Paris. În 1911, prințul Louis și-a legitimat fiică, astfel încât să poată să primească tronul, pentru a nu ajunge la o rudă îndepărtată din Germania. Legea a fost contestată și dezvoltată în ceea ce a devenit Criza Succesiunii în Monaco. În final, în 1919, prințul a adoptat-o pe fiica sa nelegitimă Charlotte, care a devenit cunoscută sub numele de Prințesa Charlotte, Ducesa de Valentinois. Colecția lui Louis al II-lea de artefacte ce aparținuseră lui Napoleon I au format baza Muzeului lui Napoleon de la palat, care este deschis pentru public. 
În timpul celui de Al Doilea Război Mondial, Louis a încercat să mențină Monaco neutru, deși simpatiile lui erau direcționate către Guvernul Francez de la Vichy. Acest lucru a cauzat neînțelegeri cu nepotul său Rainer, fiul surorii lui și viitor moștenitor al tronului lui Louis, care îi simpatiza pe Aliați împotrivă naziștilor.
După eliberarea Monaco-ului de către forțele aliate, prințul Louis, în vârstă de 75 de ani, a început să devină nepăsător. În 1946 își petrecea majoritatea timpului în Paris, iar în 27 iulie în acel an, s-a căsătorit pentru prima oară. Absent din Monaco în ultimii săi ani de domnie, el și soția lui au trăit în Franța. Prințul Louis a murit în 1949 și a fost succedat de nepotul său, prințul Rainier al III-lea.

## Rainier al III-lea
Prințul Rainier al III-lea a fost responsabil nu doar pentru îmbunătățirea averii a reputației Monaco-ului, dar pentru supervizarea restaurărilor palatului. După asscensiunea lui 1949, prințul Rainier al III-lea a început imediat programul de renovare restaurare. Multe din frescele externe din curte au fost restaurate in timp ce aripa de sud, distrusa in timpul revolutiei franceze, a fost reconstruita. Aceasta este partea palatului unde familia conducatoare isi are apartamentele private. Aripa este si caminul Muzeului Napoleon si a arhivelor.
Frescele ce decoreaza arcada deschisa cunoscuta ca si Galeria lui Hercules au fost modificate de Rainier al III-lea, care a importat lucrari facute de Pier Francesco Mazzucchelli, ilustrând eroi mitologici si legendari. In plus, multe din camere au fost remobilate si redecorate. Multe din podelele de marmura au fost restaurate în camerele oficiale si decorate cu intarsii ce includeau monograma cu dublu R a printului Rainier al III-lea.
Impreuna cu sotia lui, Grace Kelly, printul Rainier nu doar a restaurat palatul, dar din anii `70 l-a transformat in cartierul general al unor mari si infloritoare afaceri, care incuraja industria usoara in Monaco, pentru ca acesta sa devina mai putin dependent de veniturile din jocurile de noroc. Acest lucru a implicat recuperarea pamantului, aranjarea de noi plaje si ridicarea de case mari si luxoase. Ca rezultat al prestigiului crescut, Monaco s-a alaturat in 1993 Natiunilor Unite, cu mostenitorul printului Rainier, Albert, ca si conducator al delegatiei din Monaco.
Printesa Grace si-a parasit sotul, murind in 1982 ca rezultat al unui accident de masina. Cand Rainier al III-lea a murit in 2005, a lăsat castelul si tara intr-un stadiu mult mai puternic si stabil din punct de vedere atat financiar cat si structural decat fusese timp de secole. 
În ziua de azi, palatul este casă pentru fiul și succesorul prințului Rainier, prințul Albert al II-lea (ilustrația 18). Camerele îi sunt deschise publicului în timpul verii și din 1960 curtea palatului a fost folosită pentru concerte în aer liber date de către Orchestră Filarmonică Monte-Carlo (cunoscută și ca Orchestră Operei Naționale).
Deși palatul este mai mult atracție turistică și muzeu, rămâne ca și loc de muncă și cartier general al conducătorului monegasc, fapt întărit de prezența santinelelor în permanent serviciu de gardă la intrare (ilustrația 17). Prinții suverani, deși legați prin constituție, sunt implicați în viața de zi cu zi a Monaco-ului atât ca țara cât și ca afacere. Astăzi, Monaco ocupă o arie de 197 de hectare din care 40 au fost luate mării încă din 1980.
Pentru evenimentele importante MonA©gasque-cum sunt căsătoriile și nașterile în familia Grimaldi-curtea palatului este deschisă și cetățenilor adunați ai Monaco-ului li se adresează prințul din Galeria lui Hercule, privind către curte. Curtea este folosită și pentru petrecerile de Crăciun ale copiilor. Prin evenimente de acest gen, palatul continuă să joace un rol principal în viața prințului și a slujitorilor săi, cum a jucat în mai mult de 700 de ani. 

### Palatul în secolul al XXI-lea
In ziua de azi, palatul este casa pentru fiul si succesorul printului Rainier, printul Albert al II-lea (ilustrația 18). Camerele ii sunt deschise publicului in timpul verii si din 1960 curtea palatului a fost folosita pentru concerte in aer liber date de catre Orchestra Filarmonica Monte-Carlo (cunoscuta si ca Orchestra Operei Nationale).
Desi palatul este mai mult atractie turistica si muzeu, ramane ca si loc de munca si cartier general al conducatorului monegasc, fapt intarit de prezenta santinelelor in permanent serviciu de garda la intrare (ilustrația 17). Printii suverani, desi legati prin constitutie, sunt implicati in viata de zi cu zi a Monaco-ului atat ca tara cat si ca afacere. Astazi, Monaco ocupa o arie de 197 de hectare din care 40 au fost luate marii inca din 1980.
Pentru evenimentele importante Monégasque-cum sunt casatoriile si nasterile in familia Grimaldi-curtea palatului este deschisa si cetatenilor adunati ai Monaco-ului li se adreseaza printul din Galeria lui Hercule, privind catre curte. Curtea este folosita si pentru petrecerile de Craciun ale copiilor. Prin evenimente de acest gen, palatul continua sa joace un rol principal in viata printului si a slujitorilor sai, cum a jucat in mai mult de 700 de ani.